# Каменная лестница (Таганрог)
Ка́менная ле́стница — одна из достопримечательностей Таганрога, лестница, связывающая ул. Греческую с Портовой улицей и Пушкинской набережной. Длина — 108 м, ширина — 6,5 м. Автор проекта — архитектор Франц Боффо. Относится к памятникам архитектуры, входит в число объектов культурного наследия Российской Федерации под кодом 6101222000.

## История
Лестница была построена на средства таганрогского мецената греческого происхождения Герасима Фёдоровича Депальдо в 1823 году. В своём духовном завещании от 31 декабря 1822 года Депальдо написал: «Предназначено построить спуск на биржу между домами придворного советника Ковалинского и грека Христо».
Автором проекта считается архитектор Франц Боффо. Вадим Кукушин в своей известной монографии «История архитектуры Нижнего Дона и Приазовья» пишет: «Идею строительства лестницы в Таганроге подал подполковник П. Македонский, а строительными работами руководил инженер Анисимов».
Петр Иванович Македонский — надворный советник, таганрогский архитектор в 1800—1830-е годы, председатель комитета по управлению городских строений.
Лестница была сдана уже 14 сентября 1823 года.

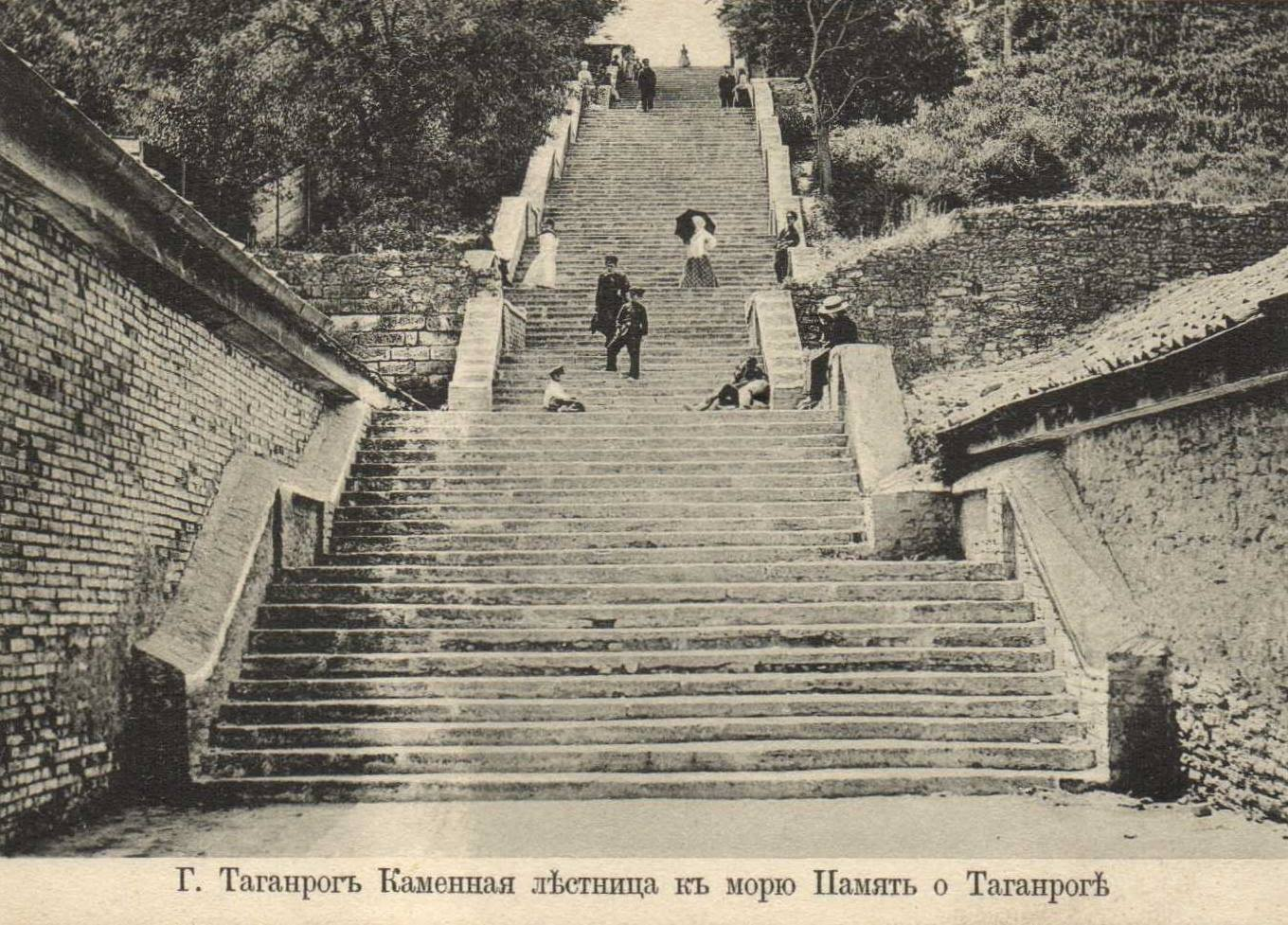
Таганрог, каменная лестница к морю, фото до 1917 года

Каменная лестница первоначально имела 13 площадок и 142 ступени, ширина в верхней части 5,42 м, в нижней — 7,12 м, длина — 113 м. Лестница была окаймлена невысоким барьером, вымощена плитами сарматского известняка (ракушечника). По замыслу архитектора, если смотреть на лестницу сверху вниз, то она на всём протяжении кажется одинаковой ширины, а если снизу вверх — она заметно сужается. Этот эффект был достигнут за счёт разной ширины ступеней. Позднее этот приём был использован при строительстве в Одессе Потёмкинской лестницы.
Во время Крымской войны, 22 мая 1855 года, после артобстрела города, английский отряд в сто человек попытался высадиться и подняться вверх по Депальдовской лестнице. Но спешенная сотня донских казаков, возглавляемая сотником Ермоловым, открыла меткий огонь из своих ружей и остановила англичан.
Капитальная реконструкция Каменной лестницы началась в 1934 году. Планировалось установить до 30 гипсовых античных фигур I—V веков до нашей эры: «Афродита Капуанская», «Милосская собака», «Мальчик с гусем», «Мальчик, вынимающий занозу» и другие скульптуры должны были украсить лестницу. К 1 мая 1935 года выполнили основные работы: установили 8 скульптур, 30 греческих и римских ваз. Спуск сильно озеленили, осветили прожекторами и светильниками. Внизу оформили два скверика с фонтанами, где шла торговля прохладительными напитками и мороженым.

## Цитаты
- «…для пешеходцев устроена прекрасная Каменная лестница, благодаря пожертвованию грека де-Пальды, который завещал по смерти своей 15 тысяч рублей для сего предмета. Остается кончить снизу, для чего нужно купить и уничтожить таможенный амбар. Лестница ведет прямо на Греческую улицу, и наверху ея сделана площадка в роде открытой террасы с лавками. Признаюсь, что невольным образом отдохнешь здесь лишние полчаса, ибо вид на рейду, особливо ввечеру, когда возвращаются все каботажные лодки и замелькают огоньки в каютах — ни с чем несравнен» — П. П. Свиньин, «Таганрог», 1825.
- «Общая длина лестницы составила 113 метров при средней ширине каждой ступени 7 метров, ранее опубликованные сведения об общем количестве ступеней отличаются друг от друга (142 и 189) и, чтобы исключить разночтение, уточним, что, на 1 июня 1995 года лестница состояла из 14 маршей и имела 171 ступеньку, при количестве ступеней в каждом марше от 4 до 19. Сейчас размер (ширина) каждой ступени, как в верхней, так и в нижней части спуска, колеблется от 5 до 5,4 метра; то есть, верхние и нижние ступени имеют один и от же размер, что недопустимо. Все это явилось следствием того, что при реконструкции лестницы в Советское время … нарушили принцип соблюдения пространственной перспективы, когда при заложенной проектом значительной разности размеров верхних и нижних ступеней лестницы по всей её длине, если смотреть сверху вниз, должна казаться одинаковой. Напомним, что средняя ширина ступеней спуска ранее была равна семи метрам»[3] — О. П. Гаврюшкин, «По старой Греческой», 2003.

## Современное состояние
С 2003 года в рамках празднования Дня города в Таганроге ежегодно проводится забег по Каменной лестнице «188 ступеней».
В 2006 году была произведена реставрация, в ходе которой ступени из сарматского известняка были заменены на гранит. Данное решение вызвало неоднозначную реакцию горожан, многие из которых полагают, что тем самым был уничтожен исторический колорит Каменной лестницы.
В 2012 году Каменная лестница была включена в региональный этап конкурса «Чудо России 2012».
В августе 2013 года мэр Таганрога Владимир Прасолов объявил об очередном принятом решении установить у подножия Каменной лестницы стелу «Таганрог — город воинской славы»: «Однозначно это будет береговая черта города, исторически важная». Решение о новом месте для установки стелы подверглось жесткой критике со стороны прессы и рядовых горожан.
Весной 2014 года у подножия Каменной лестницы открылся реконструированный ресторан «La Bouche», что по мнению местных журналистов, нанесло существенный удар по архитектурной целостности исторического памятника.
В летний сезон Каменную лестницу еженедельно моют с помощью пожарных шлангов.

## Археология
С 2004 года у подножия Каменной лестницы начались крупномасштабные исследования российских и немецких археологов. В седьмом веке до нашей эры здесь возникло древнегреческое поселение, заселённое, в основном, выходцами из северной Ионии. Культурный слой с керамическими черепками находится на глубине четырёх с половиной метров.
Позже здесь также находилось поселение времён Хазарского каганата.

## Галерея

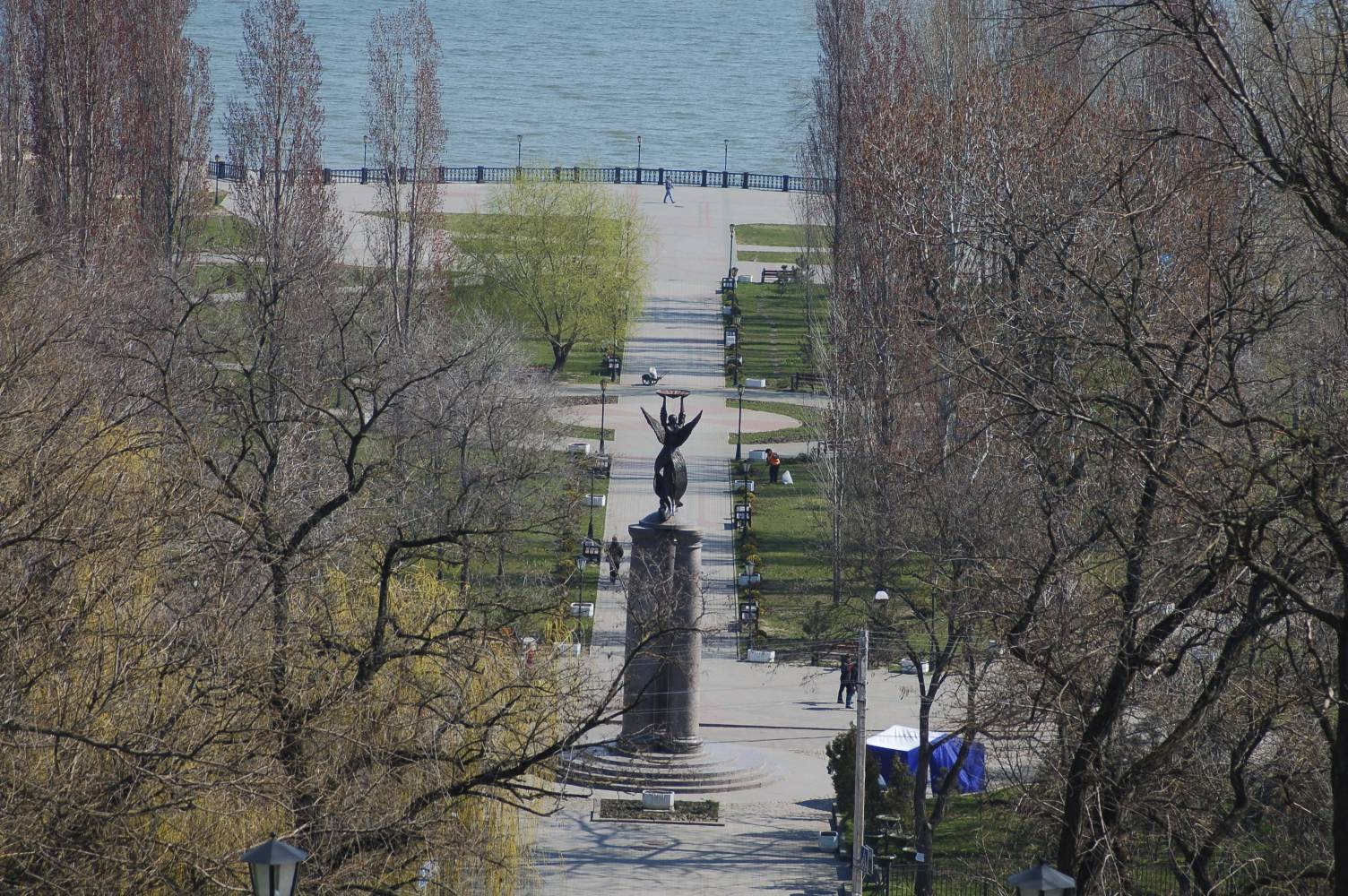
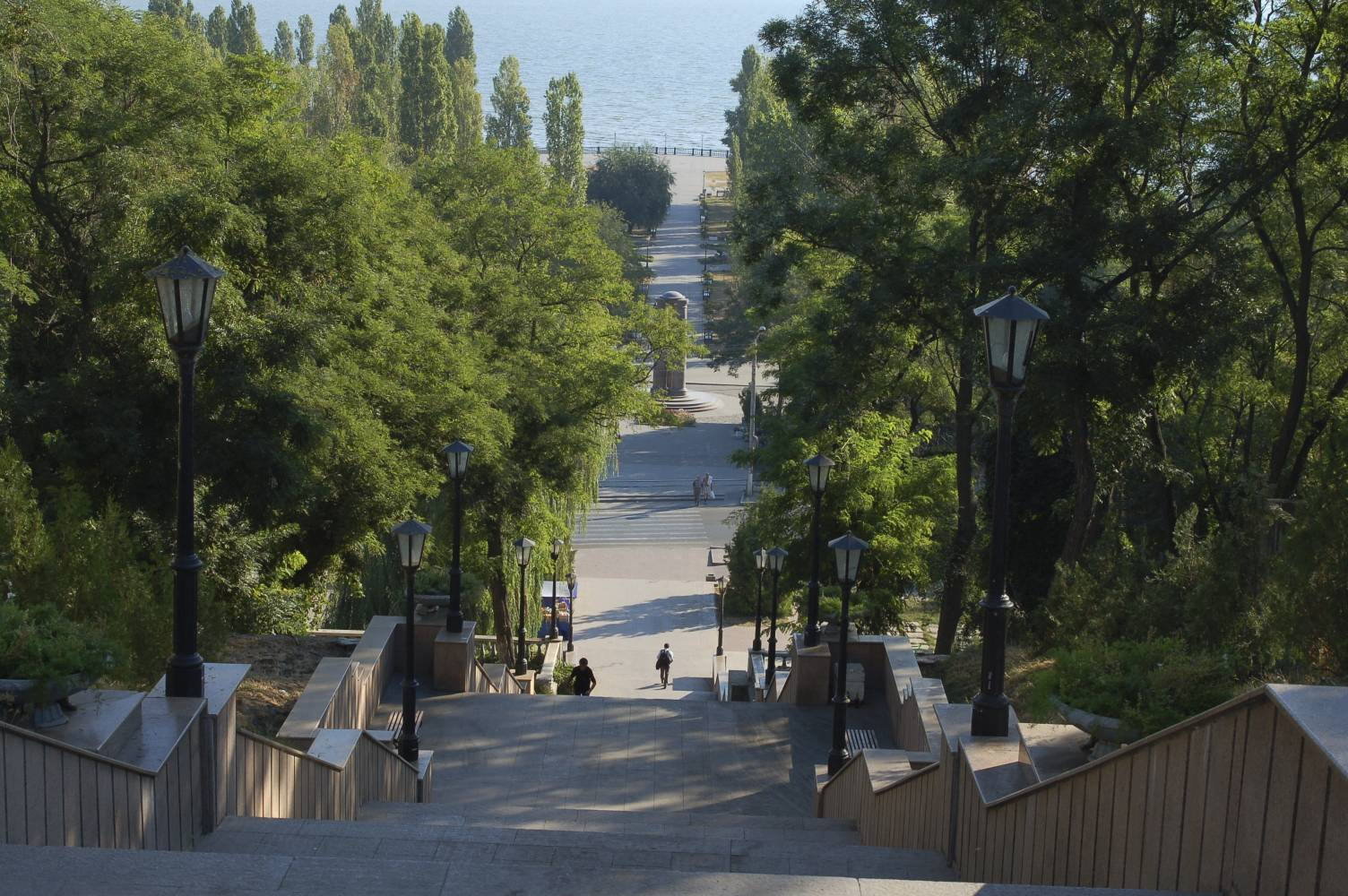
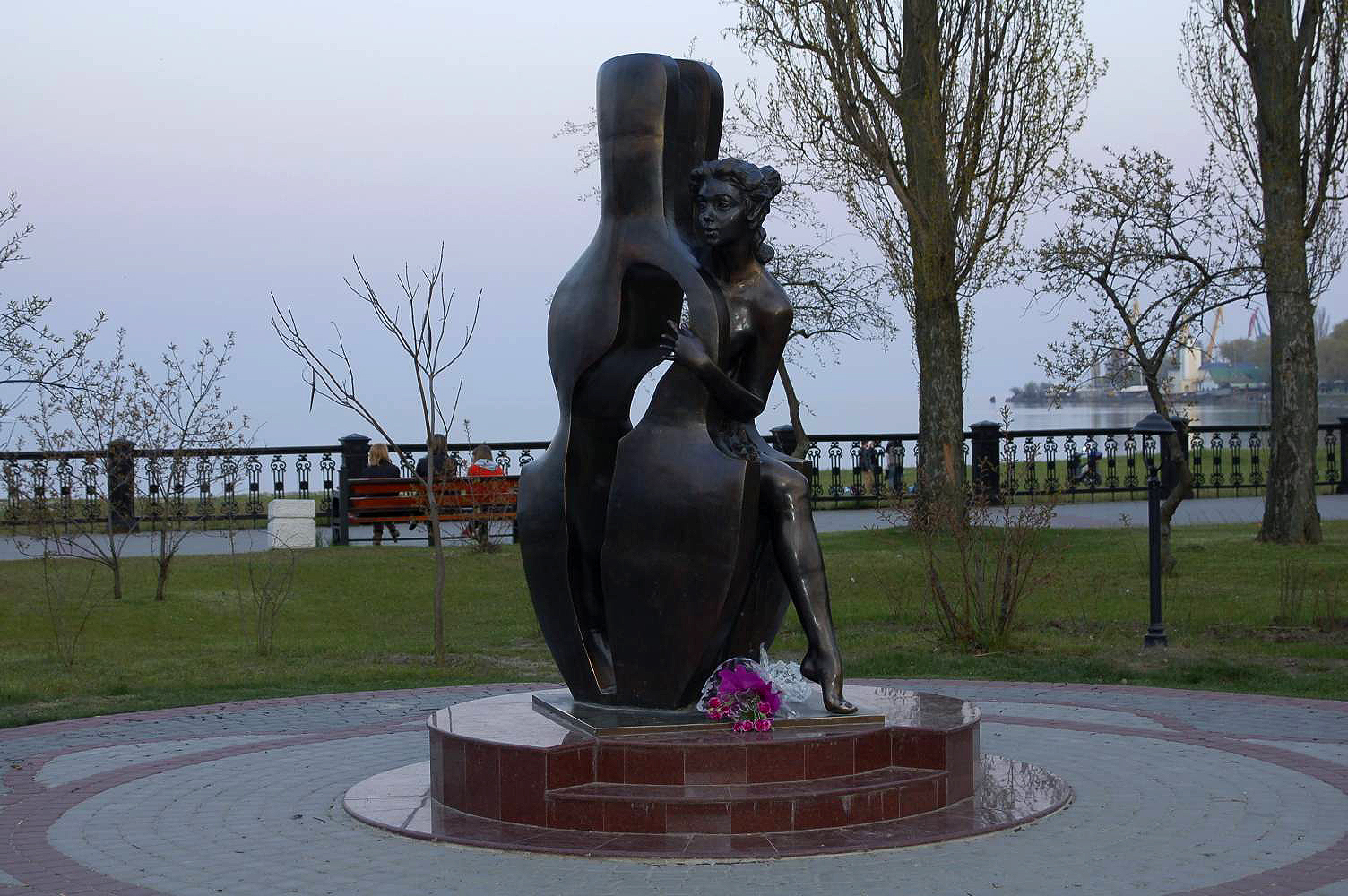
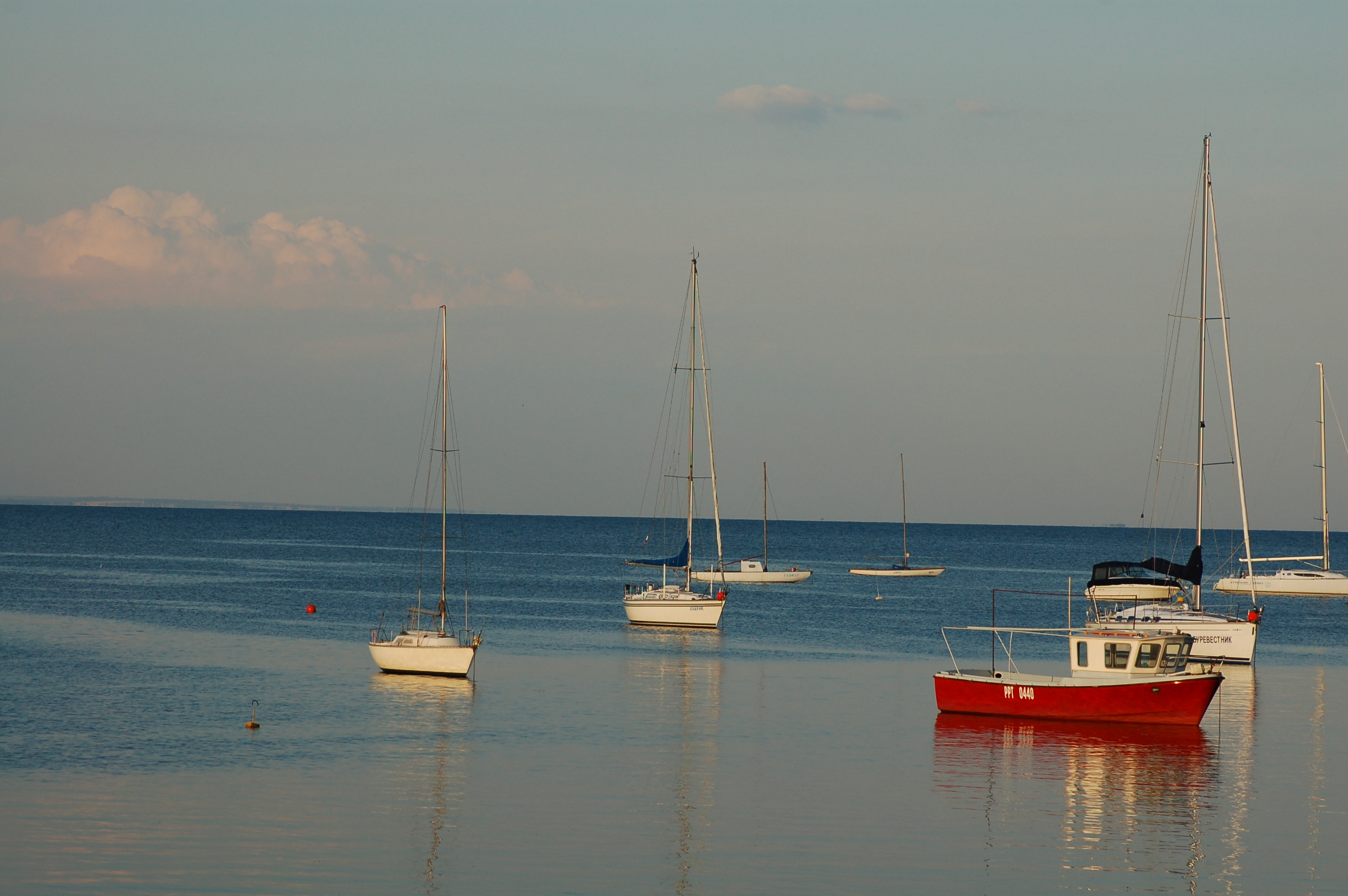
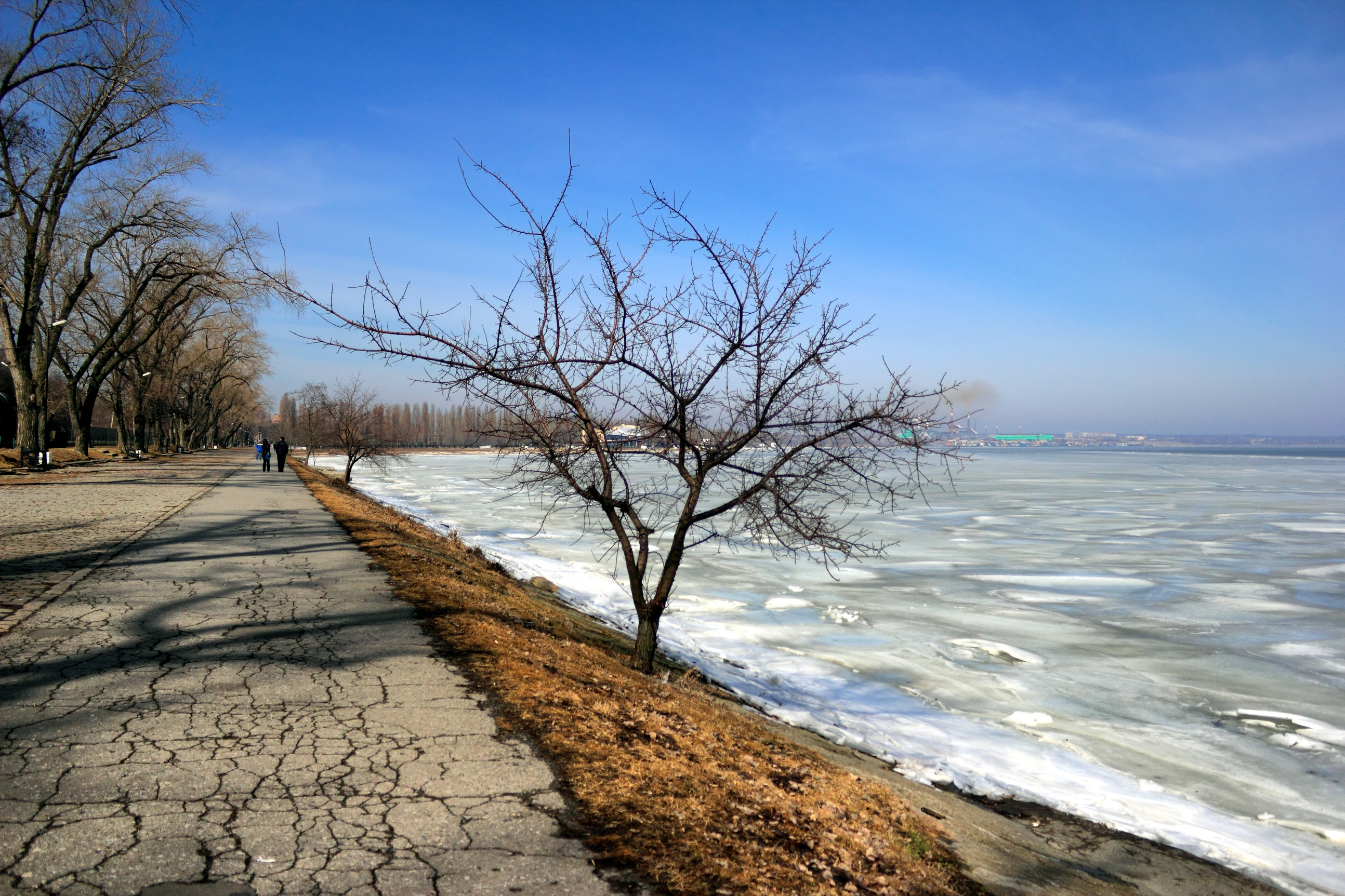